# Кіржемани (Великоігнатовський район)
Кіржема́ни (рос. Киржеманы, ерз. Киржеманы) — село у складі Великоігнатовського району Мордовії, Росія. Адміністративний центр Кіржеманського сільського поселення.

## Населення
Населення — 429 осіб (2010; 511 у 2002).
Національний склад (станом на 2002 рік):
- росіяни — 80 %